# Laços de Família
Laços de Família és una telenovela brasilera produïda i emesa per Rede Globo.
Va ser emesa a les 8 del vespre, del 5 de juny del 2000 al 3 de febrer del 2001, en 209 capítols, en substitució de Terra Nostra i després va ser substituïda per Porto dos Milagres. Va ser la 59a "telenovel·la de vuit" de l'emissora. Fou escrita per Manoel Carlos, amb la col·laboració de Fausto Galvão, Maria Carolina, Vinícius Vianna i Flávia Lins e Silva, va ser dirigida per Moacyr Góes i Leandro Neri, amb la direcció general de Rogério Gomes, Marcos Schechtman i Ricardo Waddington. Va comptar amb la participació de Vera Fischer, Tony Ramos, Carolina Dieckmann, Reynaldo Gianecchini, Marieta Severo, José Mayer, Deborah Secco i Lília Cabral.